# 雙莖鼠麴草
双茎鼠麴草（学名：Gnaphalium polycaulon），又名多莖鼠麴舅，为菊科鼠麴草属的植物。分布于印度、埃及、热带非洲、泰国、澳大利亚以及中国大陆的沿海各岛屿至贵州、广东、福建、云南、浙江等地，生长于海拔320米至2,000米的地区，见于耕地、草地和湿润山地上，目前尚未由人工引种栽培。